# Feketemellű kányasas

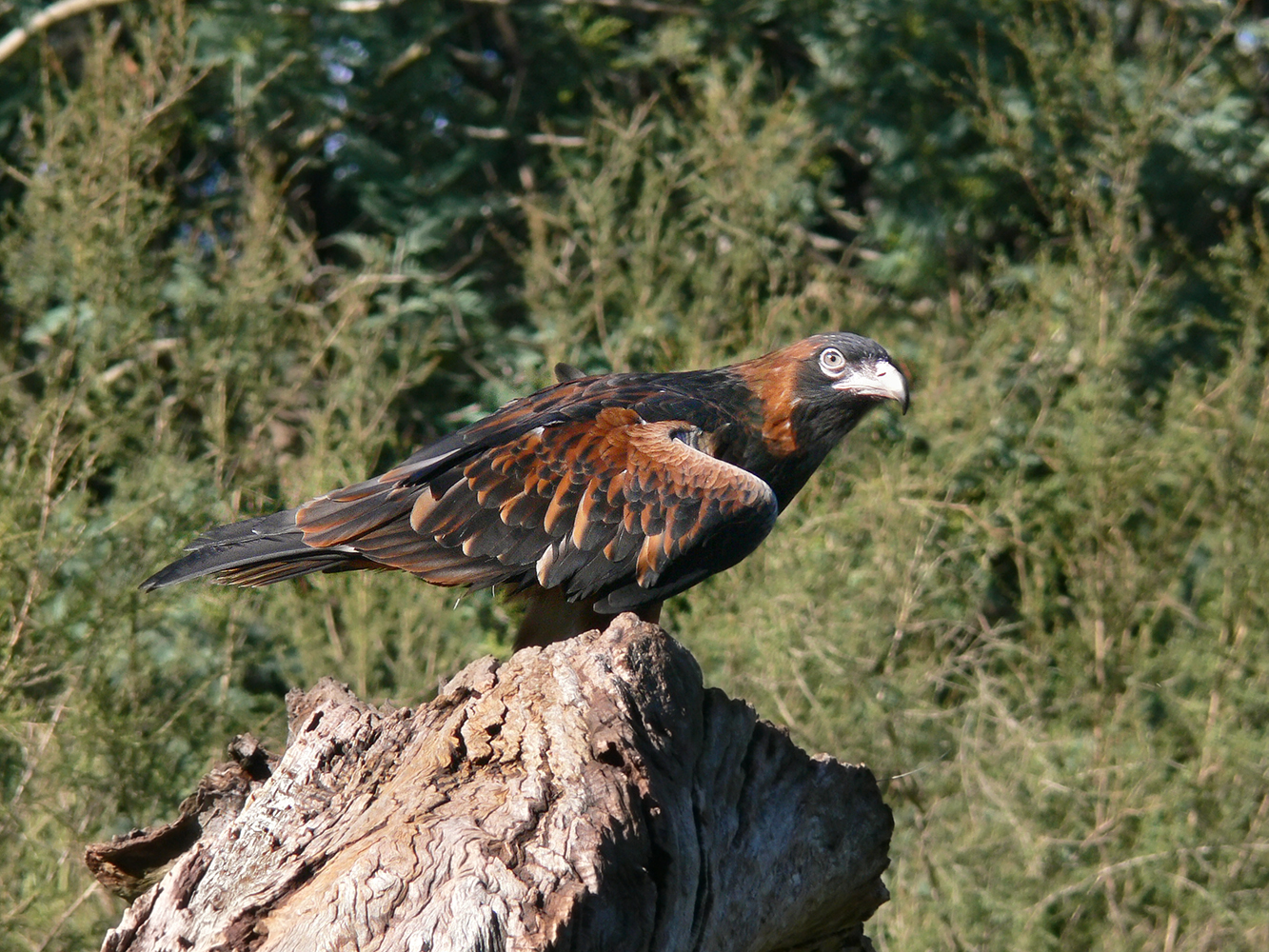

A feketemellű kányasas vagy feketemellű kányaölyv (Hamirostra melanosternon) a madarak (Aves) osztályának a vágómadár-alakúak (Accipitriformes) rendjéhez, ezen belül a vágómadárfélék (Accipitridae) családjához tartozó Hamirostra nem egyetlen faja.

## Előfordulása
Ausztrália csaknem teljes területén elterjedt faj.
Főleg a ritkás erdőkben él, de a szavannákon is előfordul. Elsősorban a folyók menti területeket kedveli.

## Megjelenése
A hím hossza 50 centiméter, a tojó hossza körülbelül 55-60 centiméter.  A hím testtömege 400-440 gramm között, míg a nőstény testtömege 500 gramm is lehet. Tollazata sötétbarna, a szárnyakon vörösesbarna mintázattal. Nyakán egy vörösesbarna sáv látható. Az evezőtollak hosszúak és ujjszerűen elállóak, sikló és vitorlázó repülésre alkalmasak.  
Csőre görbe és éles, ezzel darabolja fel a zsákmányát vagy a talált dögöt. Karmai kicsik, de élesek és tűhegyesek.

## Életmódja
A talajhoz közel, lassan repül, így keresi zsákmányát. Fő táplálékállatai a kisebb hüllők és emlősök, akár a fiatalabb kengurukat is elkapja. Elég sokat elfog a betelepített üregi nyulak közül is. A földön fészkelő madarakat a fészkükről ragadja el. Képes egy nagyobb kővel az őrizetlenül hagyott emu tojásokat is feltörni.
Néha rovarokkal is beéri és az elpusztult háziállatokból is lakmározik.

## Szaporodása
Egész évben párosával él. A költési időszakon kívül a jó táplálék ellátottságú helyeken akár 50 egyedből álló csapatokat alkotva is kóborolhat.
Költési időszaka júliustól decemberig tart. Fészkét száraz ágakból építi, majd zöld levelekkel béleli. A fészek többnyire 6-20 méteres magasságban található egy fa koronájában. A tojó 1-4 tojást rak, amelyeket egymaga költ ki egy hónap alatt. A fiókákat a két szülő közösen eteti. Csak a táplálékkal bőven ellátott területen tudja egy pár mindkét fiókáját felnevelni, a többség szezononként csak egy fiatal madarat nevel fel.

## Képek
|  |  |

## Fordítás
- Ez a szócikk részben vagy egészben  a   Black-breasted Buzzard című angol Wikipédia-szócikk ezen változatának fordításán alapul.  Az eredeti cikk szerkesztőit annak laptörténete sorolja fel. Ez a jelzés csupán a megfogalmazás eredetét és a szerzői jogokat jelzi, nem szolgál a cikkben szereplő információk forrásmegjelöléseként.